# Atanyjoppa comissator
Atanyjoppa comissator är en stekelart som först beskrevs av Smith 1858.  Atanyjoppa comissator ingår i släktet Atanyjoppa och familjen brokparasitsteklar. Inga underarter finns listade.